# MCSA
MCSA — абревіатура англ. Microsoft Certified Systems Administrator, сертифікований системний адміністратор Майкрософт.
Для отримання статусу MCSA потрібно здати наступні екзамени від Майкрософт:
- Розділ: Мережева система (необхідно два екзамена)
  - Екзамен 70-290: Managing and Maintaining a Microsoft Windows Server 2003 Environment
  - Екзамен 70-291: Implementing, Managing, and Maintaining a Microsoft Windows Server 2003 Network Infrastructure
- Розділ: Операційна система клієнта (необхідний один екзамен)
  - Екзамен 70-270: Installing, Configuring, and Administering Microsoft Windows XP Professional
  - Екзамен 70-210: Installing, Configuring, and Administering Microsoft Windows 2000 Professional
  - Екзамен 70-620: Windows Vista, Configuring
- Розділ: додаткові екзамени (необхідний один екзамен)
  - Екзамен 70-089: Designing, Implementing, and Managing a Microsoft Systems Management Server 2003 Infrastructure
  - Екзамен 70-227: Installing, Configuring, and Administering Microsoft Internet Security and Acceleration (ISA) Server 2000, Enterprise Edition
  - Екзамен 70-235: TS: Developing Business Process and Integration Solutions Using BizTalk Server 2006
  - Екзамен 70-262: TS: Microsoft Office Live Communications Server 2005 — Implementing, Managing, and Troubleshooting
  - Екзамен 70-284: Implementing and Managing Microsoft Exchange Server 2003
  - Екзамен 70-299: Implementing and Administering Security in a Microsoft Windows Server 2003 Network
  - Екзамен 70-350: Implementing Microsoft Internet Security and Acceleration (ISA) Server 2004
  - Екзамен 70-431: TS: Microsoft SQL Server 2005 — Implementation and Maintenance
  - Екзамен 70-500: TS: Microsoft Windows Mobile Designing, Implementing, and Managing
  - Екзамен 70-631: TS: Windows SharePoint Services 3.0, Configuring

Усього — чотири екзамени.
Перед екзаменом рекомендується прослухати курс підготовки для цього екзамену і деякий час пропрацювати за його темою. Всі екзамени мають форму тестування, мова тестування — англійська.
MCSA має два варіанти спеціалізації — MCSA:Messaging та MCSA:Security. У першому випадку потрібно додатково замість екзамену з розділу «Додаткові екзамени» здати
- Екзамен 70-284: Implementing and Managing Microsoft Exchange Server 2003

В іншому випадку замість екзамену з розділу «Додаткові екзамени» здати на вибір два екзамени з
- Exam 70-299: Implementing and Administering Security in a Microsoft Windows Server 2003 Network
- Exam 70-227: Installing, Configuring, and Administering Microsoft Internet Security and Acceleration (ISA) Server 2000, Enterprise Edition
- Exam 70-350: Implementing Microsoft Internet Security and Acceleration (ISA) Server 2004
- Exam 70-351 TS: Microsoft Internet Security and Acceleration Server 2006, Configuring

чи, замість здачі одного екзамену, показати сертифікат CompTIA Security+, Comptia A+ та Comptia Security+, CISM, SSCP, CISA, CISSP.